# Kol Sverkersson
Kol eller Kol Sverkersson var sammen med Burislev en svensk tronprætendent, der stammede fra Sverkerslægten. Sammen udfordrede de Knut Eriksson om kongemagten i Sverige, der kom fra Erikslægten, og de samregerede cirka 1167–1173.
Hans eksakte afstamning er usikker. Om Kol og Burislev var brødre, halvbrødre eller onkel og nevø vides ikke, men de var efterkommere til kong Sverker Karlsson den ældre. De kan have kontrolleret et langt større område end Östergötland, som var basen for deres dynasti.